# Real Hermandad y Cofradía de Nuestro Padre Jesús de la Sentencia y María Santísima de la Amargura
La Real Hermandad y Cofradía de Nuestro Padre Jesús de la Sentencia y María Santísima de la Amargura es una hermandad de culto católico que tiene su sede canónica en la Iglesia Matriz de Nuestra Señora de la Concepción de la ciudad de San Cristóbal de La Laguna, en la isla de Tenerife, en la Comunidad autónoma de Canarias (España).

## Historia
La cofradía fue fundada el 1 de marzo de 1961 por iniciativa de los hermanos Álvaro y Enrique González en la desaparecida Iglesia de San Agustín de la ciudad.
Posteriormente se estableció en el Monasterio de Santa Clara, debido a la cercanía de la Fábrica de Tabacos Álvaro donde trabajaban sus primeros cofrades. Posteriormente, la hermandad sufrió un gran declive, pero pudo reorganizarse al añadir, en 1988, una nueva titular mariana, María Santísima de la Amargura. Al cabo de unos años vuelven a trasladar su sede canónica, esta vez a la Iglesia Matriz de Nuestra Señora de la Concepción en 2002.
Esta hermandad también venera una reliquia del primer Santo canario, San Pedro de San José de Betancur, que es colocada en el trono del Señor de la Sentencia y por lo tanto, procesiona con el Cristo en Semana Santa.

## Titulares
- Nuestro Padre Jesús de la Sentencia: Escultura realizada por el escultor sevillano Jaime Babío Núñez en 2004. Es un Cristo maniatado y vestido con túnica morada, recibe la sentencia dictada por Poncio Pilatos. Cada Domingo de Ramos sale con su cuadrilla de costaleros.

- María Santísima de la Amargura: Fue bendecida el 18 de diciembre de 1988 y realizada por el escultor sevillano Juan A. González García, conocido como Juan Ventura. El encargo fue realizado con motivo del Año Santo Mariano de ese año. Recibió culto durante 25 años en la Iglesia de Nuestra Señora de los Dolores en la calle San Agustín, hasta que en 2015 recibe culto en la sede canónica, acompañanando a Nuestro Padre Jesús de la Sentencia.

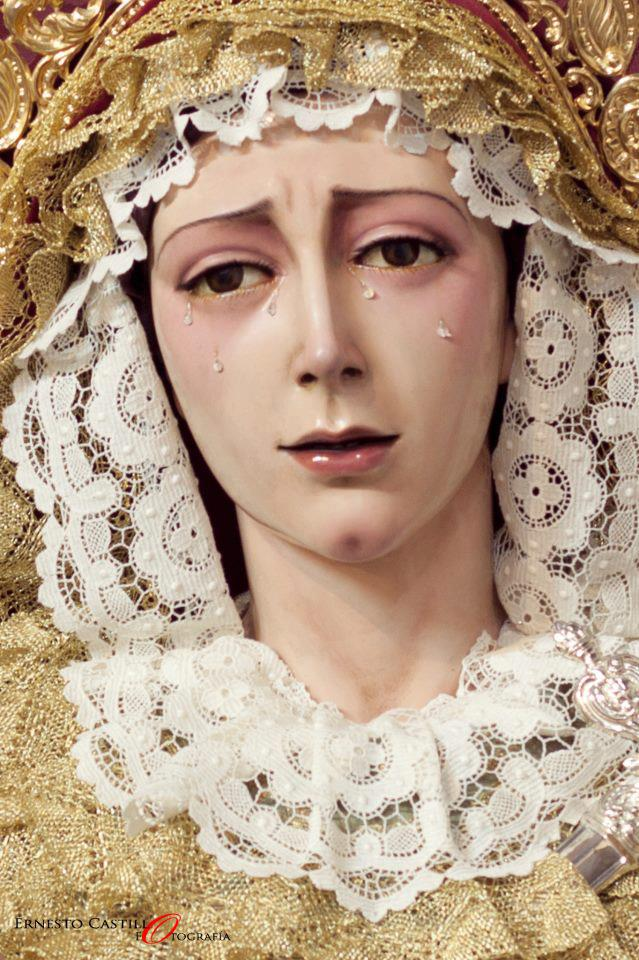
María Santísima de la Amargura
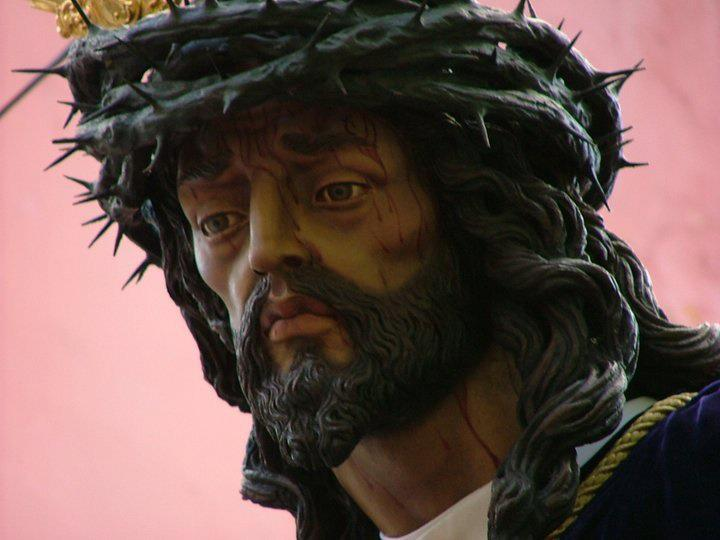
Nuestro Padre Jesús de la Sentencia

## Salidas Procesionales

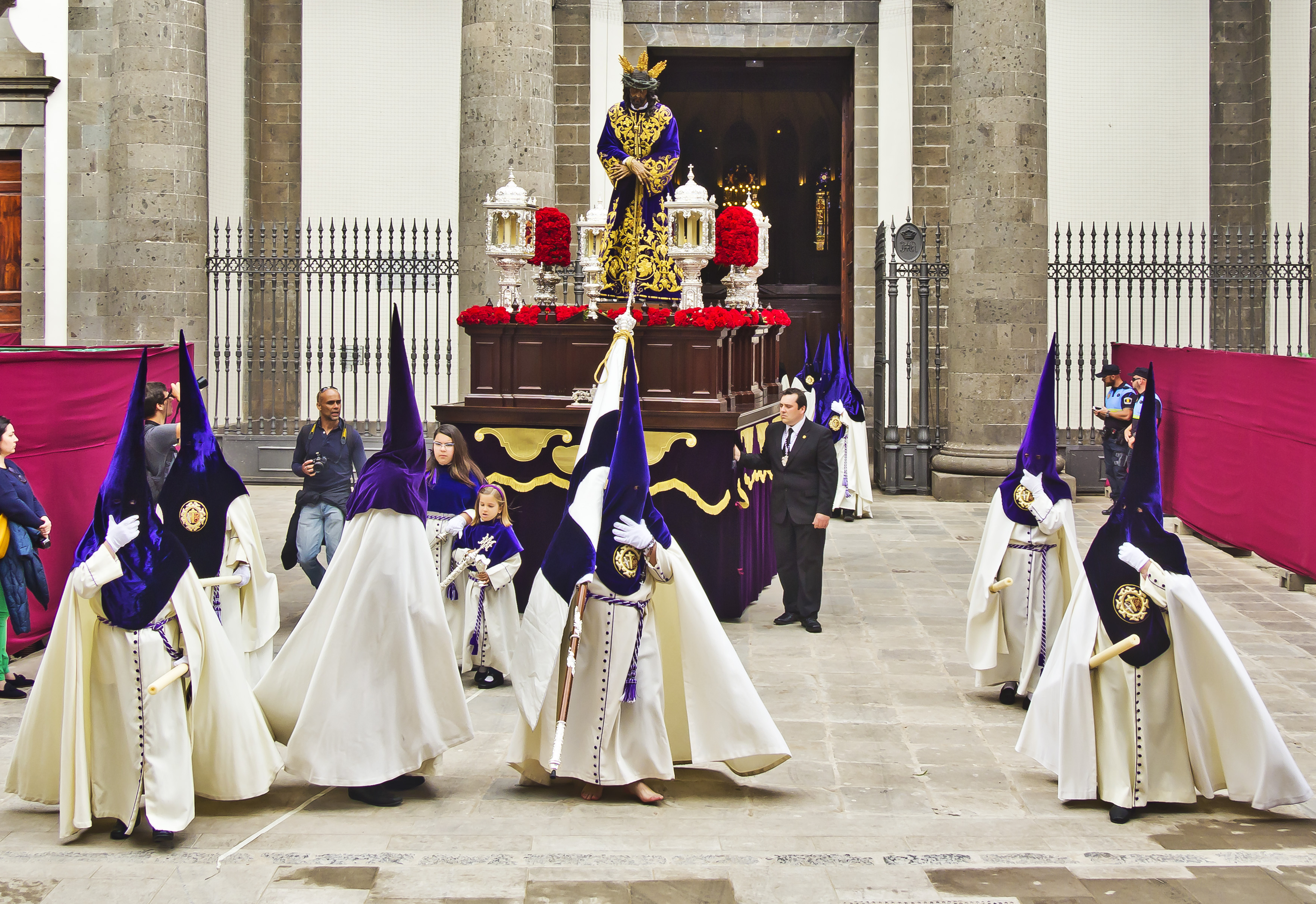
Procesión de Nuestro Padre Jesús de la Sentencia

- Domingo de Ramos: A las 18:00 horas, procesión de Nuestro Padre Jesús de la Sentencia y María Santísima de la Amargura.[3]

- Viernes Santo: A las 17:00 horas en la Procesión Magna.[3]